# ذبذوب

تعديل مصدري - تعديل

ذبذوب هي إحدى قرى عزلة القارة بمديرية رصد التابعة لمحافظة أبين، بلغ تعداد سكانها 127 نسمة حسب تعداد اليمن لعام 2004.